# 두음전환

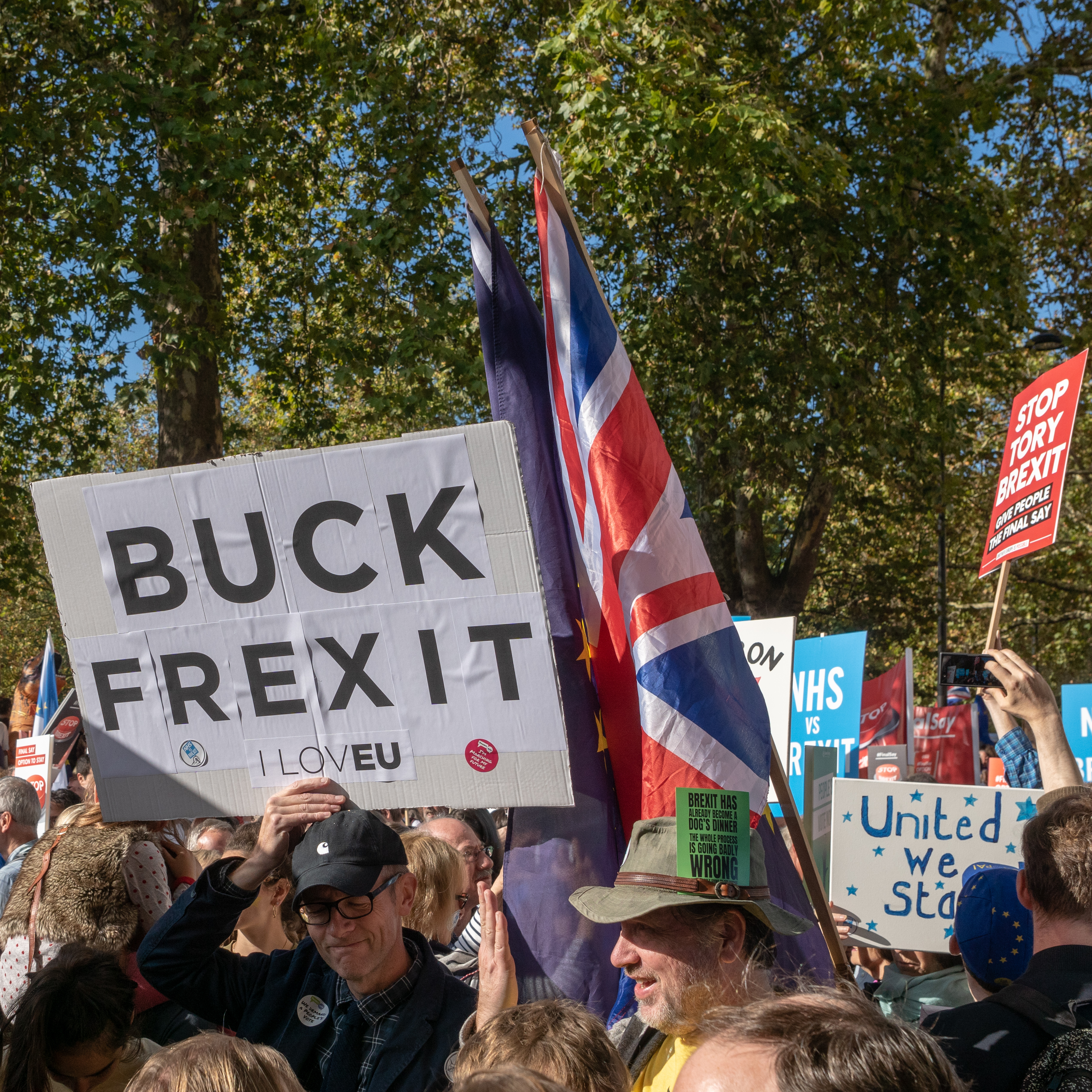

두음전환(頭音轉換) 또는 스푸너리즘(Spoonerism)은 구에서 두 개의 단어 사이에 해당하는 자음, 모음, 형태소가 전환되는 언어 오류이다. 이들은 옥스포드 돈(Oxford don)의 이름을 따서 지어졌으며, 장관 윌리엄 아치볼드 스푸너의 이름을 따서 지어졌다.
그들은 16세기에 이미 프랑스 작가 라블레에 의해 유명했으며, 콘트레페테리(contrepèterie)라고 불렸다.
"주님은 사랑하는 목자" 대신 "주님은 떠는 표범이다"라고 말하는 것이 예다. 스푼어법은 흔히 말실수로 들리고, 말을 엉켜서 하는 것이지만, 그것들은 또한 말에 대한 놀이로 의도적으로 사용될 수도 있다.

## 같이 보기
- NG (용어)
- 부시즘
- 말라프로피즘
- 몬더그린
- 패러디